# Шону
Сон Хён У (кор. 손현우?, 孫賢祐?; род. 18 июня 1992 года, Сеул, Республика Корея), более известный под сценическим псевдонимом Шону (кор. 셔누), — южнокорейский певец, танцор и актёр. Он является лидером южнокорейского бой-бэнда Monsta X, которая дебютировала в шоу о выживании «No.Mercy» на канале Mnet под управлением Starship Entertainment в 2015 году. Он также является членом первого официального саб-юнита Monsta X — Shownu X Hyungwon, дебютировавшего в 2023 году.

## Карьера

### Ранняя жизнь и пре-дебют
Он родился в Чангдонге, Тобонгу, Сеул, Южная Корея, 18 июня 1992 года.
Первоначально Шону был стажером в JYP Entertainment около двух лет, после того как занял первое место на прослушиваниях JYP в 2009 году. Он прошел прослушивание в JYP Entertainment, поскольку это также лейбл певца Rain, который вдохновил Шону стать айдолом. Хотя его мощные танцы снискали ему похвалу от компании, и он покинул её, сославшись на «конфликты с компанией» и «чувство застоя».
Шону продолжил участвовать в айдол-индустрии, став бэк-танцором Ли Хёри и участвуя с ней в рекламных акциях, а также появляясь в музыкальных клипах «Bad Girls» и «Going Crazy». Он также появился в музыкальных клипах, таких как «Talk to My Face» группы D-Unit и «Pitapat» группы Bestie.
После того, как Шону прошел прослушивание и присоединился к Starship Entertainment, он стал частью проектной группы Nu Boyz, наряду с Чжухоном и Вонхо, вошедших после в Monsta X, а также #Gun.
В декабре 2014 года Шону участвовал в реалити-шоу на выживание «No.Mercy» на канале Mnet, а в 2015 году дебютировал в мужской хип-хоп группе Monsta X вместе с другими шестью участниками.

### 2015—2017: Дебют в Monsta X и сольная деятельность
Он дебютировал в качестве лидера и главного танцора Monsta X с мини-альбомом «Trespass» 14 мая 2015 года.
С момента своего дебюта Шону неоднократно выступал с сольными выступлениями в варьете и реалити-шоу, в том числе был постоянным участником двух сезонов сериала «Принц губной помады», который принес ему коммерческий успех после победы в шоу, а также выступал в качестве участника шоу «Лучший певец в маске» в 2018 году, как «Okey Donkey» и был гостем более чем десяти варьете. Он также появился в музыкальном клипе Sistar «Shake It».
В июне 2016 года Шону впервые появился сольно в журнале InStyle Korea.

### 2015—2017: Продолжение сольных появлений и другая сольная деятельность
В январе он был выбран ведущим корейско-японского музыкального шоу «The Power of K» вместе с U-Kwon из Block B и Нэнси из Momoland, которое транслировалось одновременно в Корее и Японии.
26 октября Шону и Хван Со Юн из Se So Neon сделал коллаборацию с британской группой PREP для записи сингла «Don’t Look Back» для их предстоящего альбома. Шону искал PREP для сотрудничества, так как он уже был фанатом группы. Он также появился вместе с Вонхо в журналах Nylon Korea в январе, GQ Korea в августе, и в октябре для Dazed Korea. В феврале Шону также появился в тайваньском журнале Bella.
В 2019 году он снова появился вместе с Вонхо в журнале Elle Korea в августе, а также на обложке BEAUTY+ в октябре и снова в ноябре 2020 года.
Шону является автором сценария песни «Mirror» из альбома «Follow: Find You», а также автором и композитором трех треков Monsta X с их шестого студийного альбома «All About Luv», включая «Who Do U Love?» с участием Френча Монтаны, «Middle of the Night» и «Beside U» с участием Pitbull. Шону также стал соавтором песни «Someone’s Someone» вместе с участниками Before You Exit.
В 2020 году, перед выходом восьмого мини-альбома Monsta X «Fantasia X», он повредил спину, и группа отложила свое возвращение на две недели, чтобы дать Шону время как следует восстановиться после травмы. Перед концертом группы «Live From Seoul with Luv», который будет транслироваться в прямом эфире, запланированном на 25 июля, ему пришлось перенести экстренную операцию из-за отслоения сетчатки левого глаза, а затем концерт был перенесен на 8 августа, чтобы дать Шону время восстановиться после операции. В 2020 году он несколько раз появлялся в журналах вместе с участниками Monsta X, в том числе, он появился вместе с Минхеком и Чжухоном для Harper’s Bazaar Korea в мае, Кихёном для W Korea в июне, и с Чжухоном для Esquire Korea в ноябре/
В августе было объявлено, что он примет участие в саундтреке к дораме «She’s My Type» вместе с участником группы Минхеком, что стало его первым появлением в саундтреке независимо от Monsta X с 2011 года. Песня называется «Have a Goodnight» и была выпущена 11 сентября. 15 октября Шону выпустили песню в стиле рок для саундтрека к юнжокорейской телевизионной дораме «История девятихвостого лиса» под названием «I’ll Be There».
В октябре он снялся сольно в Dazed Korea для Monsta X Dazed Project, в GQ Korea для фильма о моде, и появился на обложке 1st Look Magazine Korea.
В ноябре Шону начал выступать в качестве судьи в реалити-шоу на выживание «Cap-Teen» на канале Mnet, что сделало его самым молодым судьей шоу.
В марте 2021 года Шону появился в Elle Korea, а также в Dazed Korea. Шону и Минхек были выбраны в качестве моделей для обложки первого номера журнала Y Magazine Korea. Шону был приглашен на торжественное открытие магазина Dolce & Gabbana, которое состоялось в Каннамгу, Сеул. 17 марта было объявлено, что он появится в фильме ужасов «Городские легенды: Зубные черви».
4 мая Starship объявил, что он берет перерыв в работе с Monsta X и не будет продвигать их предстоящее возвращение из-за проблем со здоровьем, связанных с отслоением сетчатки его глаза.
В июле Shownu вместе с другими участниками Monsta X Хёнвоном и I.M присоединились к летней кампании Pepsi «Taste of Korea», выпустив промо-сингл" Summer Taste", вместе с Rain, Ючжон и Юной из Brave Girls и Хонджуном и Юнхо из Ateez.

### 2023—н.в.: Продолжение сольной деятельности и дебют саб-юнита
В мае он присутствовал на мероприятии, посвященном открытию магазина Delvaux, которое проходило в Каннамгу, Сеул.
В июне было объявлено, что Шону присоединится в качестве судьи к танцевальному шоу Street Woman Fighter 2 на канале Mnet, которое начнется 22 августа. Он также украсил обложку июльского номера журнала Singles. 21 июня Шону посетил корейскую вечеринку по случаю открытия SimiHaze Beauty, которая проходила в Каннамгу, Сеул. 29 июня он вместе с Хенвоном появился на презентации TAG Heuer «Культовой коллекции Carrera», посвященной 60-летию бренда, которая состоялась в Каннамгу, Сеул.

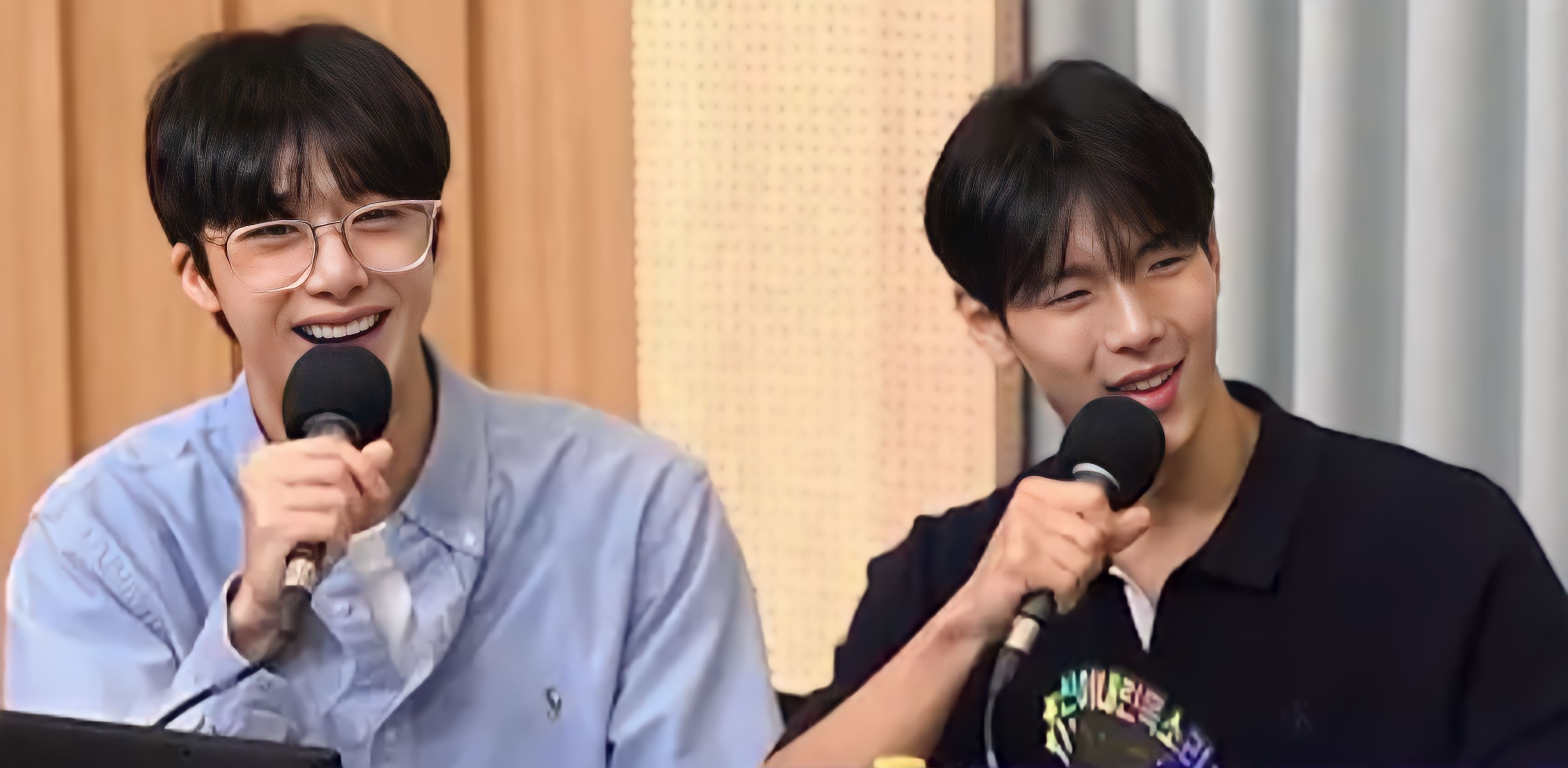
Шону и Хёнвон на SBS Radio в августе 2023 года

25 июля Шону вместе с Хенвоном сформировали первый официальный саб-юнит Monsta X — Shownu X Hyungwon. Дуэт выпустил свой дебютный мини-альбом «The Unseen» с ведущим синглом «Love Me a Little». Он участвовал в постановке хореографии.
В августе Шону украсил обложку сентябрьского номера журнала Allure Korea.
8 сентября он был на мероприятии Canada Goose в честь запуска коллекции «Live in the Open», созданной в сотрудничестве с Роком Хвангом и Мэттом МакКормиком в Сондонгу, Сеул. 14 сентября Шону принял участие в презентации капсульной коллекции Calvin Klein в сотрудничестве с Сон Хын Мином, которая состоялась в Йондынпо-гу, Сеул. Бренд организовал показ коллекции Calvin Klein Jeans осенью 2023 года, посвященный моде и музыке, на котором он также присутствовал 19 октября в Токио. 26 сентября Шону посетил открытие поп-ап магазина Aspesi, которое состоялось в Йондынпо-гу, Сеул.
23 октября он принял участие в презентации коллекции Hermès «Please Check In», которая состоялась в Сеуле.
8 ноября Шону принял участие в открытии выставки ювелирного дома Boucheron2023 Carte Blanche «More is More», которая проходила в Каннамгу, Сеул. Он был специальным гостем на Fuerza Bruta Wayra 2023 года в Сеуле 26 ноября, 1 и 3 декабря с четырьмя дополнительными появлениями.
1 декабря Шону посетил мероприятие по открытию флагманского магазина Swarovski, которое проходило в Парк Досан в Сеуле.
В январе 2024 года он принял участие в презентации специальной капсульной коллекции Marni в сотрудничестве с YK Jeong, которая состоялась в Каннамгу, Сеул. Шону также был выбран для роли в мюзикле «Наташа, Пьер и Большая комета 1812 года», где он сыграет Анатоля, аристократа и соблазнительного гедониста, обаятельного и привлекательного офицера, который мгновенно покоряет женщин, и нарцисса, который любит женщин и алкоголь, который продлится с 26 марта по 16 июня.
28 февраля он посетил мероприятие по открытию поп-ап магазина MAC Cosmetics «MACximal Silky Matte Lipstick», которое проходило на атриумной площади Lotte World в Сонгпа-гу, Сеул.
В июне было объявлено, что Шону совместно с Чону из NCT 127 будет вести новое веб-варьете «Nopogy».
В июле он появился в реалити-шоу KBS2 «Make Mate 1» в качестве специального гостя-советника команды, которая исполнила песню Monsta X «Love Killa».

## Личная жизнь
Шону — бывший пловец, который в течение шести лет побеждал на провинциальных чемпионатах. Он также практиковал веганство.

### Военная служба
Шону поступил на обязательную военную службу 22 июля 2021 года и служил в качестве государственного служащего в связи с предыдущей операцией по поводу отслойки сетчатки левого глаза. Он был официально уволен из армии 21 апреля 2023 года.

## Артистизм

### Музыкальный стиль и влияние
Шону, как ведущий вокалист Monsta X, способствовал усилению чувства погружения в группу, обладая всеми тремя элементами: «классными певческими способностями», «мягким голосом» и «привлекательной манерой пения». Он также обладает «удобным и простым голосом», «стабильным тембром голоса» и «стилем пения, который хорошо сочетается с поп-песнями».
Шону привел певца и актёра Rain, а также международных артистов Майкла Джексона, Криса Брауна и Бруно Марса в качестве примеров для подражания.

## Публичный имидж и влияние
Шону известен как «разносторонний артист» и «мировой тренд», которого благодаря его крепкой физической форме, сдержанной внешности и непринужденному характеру называют «лучшим айдолом следующего поколения». Он также появлялся в различных развлекательных программах и получал похвалу за свое мускулистое тело, харизму и обаяние.
Помимо того, что Шону был главным танцором Monsta X, он также внес свой вклад в хореографию группы, и коллеги-хореографы высоко оценили его мастерство. Он поставил собственную хореографию для «Side to Side» Арианы Гранде, «Psychior» Ричарда Паркера, «LA Girls» Чарли Пута, «Falling» Тревора Дэниэла и «Heartless» The Weeknd, а также создал хореографию для «Versace on the Floor» Бруно Марса и «Mirror» Monsta X, которая исполнялась во время мировых турне группы.
Шону появился на обложке 20-го юбилейного номера журнала Cosmopolitan Korea, который был распродан сразу же после начала продаж. После выхода журнала 1st Look Magazine Korea парфюм Toy 2 от Moschino был распродан в онлайн-магазине Olive Young, а также занял первое место в рейтинге парфюмерных брендов, назвав его «Парфюм Шону». После его выступления на Fuerza Bruta Wayra в Сеуле, его официальная страница в социальных сетях увеличилась на 100 %, а число подписчиков достигло почти двух миллионов, в то время как на него пришло более 260 000 новых зрителей. Выступление Шону на Неделе моды в Нью-Йорке также отличилось высокой актуальностью, набрав наибольшее количество просмотров онлайн среди всех показов мод.

## Другая деятельность

### Посол бренда
В октябре 2020 года в рамках рекламной кампании Monsta X, посвященной традиционной культуре Кореи, Шону принял участие в съемках ролика «Easy Korean, Correct Korean», посвященного Дню Хангыля, вместе с Со Кен Дыком, известным корейским промоутером, преподавателем Женского университета Суншин. Это четырёхминутное видео, подготовленное Министерством культуры, спорта и туризма и Федерацией корейских языковых и культурных центров, также было создано с использованием анимационной техники на тему «COVID-19-related public language», которое может быть легко понято любым человеком, независимо от возраста или национальности и пола.
В январе 2024 года он был выбран глобальным послом F/W Concept Korea 2024, а 13 февраля стал моделью на Неделе моды в Нью-Йорке, которая была организована Министерством культуры, спорта и туризма и организована Корейским агентством креативного контента. Основанная в 2010 году, она является инициативой правительства Кореи, направленной на поддержку молодых местных дизайнеров на международном уровне и выявление наиболее интересных имен в южнокорейской моде.

### Продвижение
В октябре 2018 года Шону и участник Monsta X Вонхо продвигали линию обуви и одежды американского бренда спортивной одежды Under Armour через Dazed Korea.
В августе 2019 года Шону и Вонхо продвигали последнюю парфюмерную линию американского бренда роскошной одежды Tom Ford через Elle Korea.
В октябре 2020 года Шону рекламировал парфюм Toy Boy от Moschino в 1st Look Magazine Korea. После успеха рекламной кампании он был выбран в качестве первой корейской музы итальянским брендом модной одежды класса люкс Moschino perfume. Шону также снялся в модном фильме, рекламирующем Under Armour.
В марте 2021 года Шону продвигал духи Toy 2 Bubble Gum от Moschino через Elle Korea. Он также продвигал линию обуви и одежды американского бренда спортивного инвентаря Brooks Sports через Dazed Korea. В июле Шону вместе с другими участниками Monsta X, Хенвоном и I.M, присоединились к летней кампании мирового бренда напитков Pepsi «Taste of Korea», а также к Rain, Ючжоне и Юне из Brave Girls и Хонджуну и Юнхо из Ateez. В том же месяце он также продвигал бренд премиальных сумок Rimowa в Южной Корее вместе с Минхеком через W Korea. 19 июля, Корейский бренд одежды и косметики Round A’Round выбрал Шону в качестве рекламной модели. До поступления на военную службу он участвовал в цифровых показах коллекции мужской одежды S/S 2022 года от итальянского бренда роскошной одежды Prada и британского бренда роскошной одежды Burberry.
В мае 2023 года Шону продвигал классическую линию обуви и одежды, сумок и аксессуаров итальянского бренда элитной одежды Dolce & Gabbana через Vogue Korea. В том же месяце он посетил мероприятие и кампанию по запуску «DG Logo Bag». В июне Шону продвигал французские роскошные модные бренды Louis Vuitton с коллекцией Pre-Fall и бежевой шерстяной коллекцией Dior, а также итальянские роскошные модные бренды Ferragamo с коллекцией Pre-Fall и Valentino с коллекцией Rockstud через Singles. 16 августа он сотрудничал с Ferragamo, рекламируя из черно-белую коллекцию через Allure Korea. 17 августа корейский бренд средств по уходу за кожей I’m from выбрал Шону в качестве своей новой музы для проведения "Rain Projec"t в рамках празднования своего 10-летия. 18 августа он был выбран Lotte Wellfood в качестве рекламной модели для Lotte’s Bugles-like snack brand Kko Kkal Corn.
В январе 2024 года Шону продвигал пивной бренд Lotte Chilsung Beverage Kloud Krush через Dazed Korea. 14 февраля корейский дизайнерский лейбл Kimmy.J назвала его во время Недели моды в Нью-Йорке своей музой и вдохновителем новой коллекции через Teen Vogue. 5 июня американская многонациональная сеть ресторанов быстрого питания McDonald’s выбрала его в качестве модели для своей глобальной рекламной кампании.

### Благотворительность
В апреле 2019 года Шону собрал пожертвования в размере 9.276.000 вон в рамках корейской телевизионной программы «My Little Television V2», что в 1,6 раза превышает первоначальную цель в 5.000.000 вон, с участием Кан Бу Джа, Ким Гу Ра, Чон Хен Дона, Ким Дон Хена и Ким Пуна, при этом пожертвования составили собранные ими материалы использовались там, где требовалась любая помощь.
В июне 2021 года он пожертвовал 500.000 вон в рамках благотворительной акции «Мой любимый айдол» в честь своего дня рождения. Он будет передан в Фонд социального обеспечения Miral и использован в качестве фонда для инвалидов, оказавшихся в изоляции из-за COVID-19.
В июне 2022 года Шону пожертвовал 1.000.000 вон в рамках благотворительной акции «Мой любимый айдол» в честь своего дня рождения. Пожертвование будет снова передано в благотворительный фонд Miral и использовано в качестве фонда чрезвычайной помощи украинским беженцам, страдающим от войны.
В ноябре 2023 года он запустил кампанию по сбору пожертвований «By My Side, Bee My Side» через корейский бренд средств по уходу за кожей I’m from, в рамках которой 5.000.000 вон выручки от продаж будут переданы WWF на помощь в создании среды обитания пчел. Он также был разработан для повышения осведомленности о ценности и важности пчел, поскольку за последние годы пропало около десяти миллиардов пчел из-за разрушения их среды обитания пестицидами и загрязнения воздуха. 24 ноября Шону приняла участие в благотворительном мероприятии для кампании по информированию о раке молочной железы «Love Your W», организованном журналом моды W Korea в отеле Four Seasons в Кванхвамуне, Сеул.

### Производство
Шону принял участие в качестве чтеца «Аннабель Ли» Эдгара Аллана По и «My Heart Leaps Up» Уильяма Вордсворта на платформе Naver, предназначенном только для аудиоплатформы, вместе с участником группы I.M., выпустив видео-интервью, видеозапись чтения книги, зарисовки с места записи аудиокниги и коллекцию из NGs на Naver V Live Plus, чтобы помочь людям с нарушениями зрения.

## Дискография

### Синглы

#### Как приглашённый артист
| Название                                                                                | Год  | Наивысшая позиция | Альбом       |
| Название                                                                                | Год  | KOR               | Альбом       |
| --------------------------------------------------------------------------------------- | ---- | ----------------- | ------------ |
| «Don’t Look Back» (PREP feat. Shownu and So!YoON!)                                      | 2018 | —                 | Line by Line |
| «—» обозначает релизы, которые не попали в чарты или не были выпущены в данном регионе. |      |                   |              |

#### Рекламные синглы
| Название                                                                                    | Год  | Наивысшая позиция | Альбом         |
| Название                                                                                    | Год  | KOR               | Альбом         |
| ------------------------------------------------------------------------------------------- | ---- | ----------------- | -------------- |
| «Summer Taste» (с Rain, Хёнвоном, I.M, Ючжон и Юной (Brave Girls), Хонджуном и Юнхо (Ateez) | 2021 | —                 | Taste of Korea |
| «—» обозначает релизы, которые не попали в чарты или не были выпущены в данном регионе.     |      |                   |                |

### Саундтреки
| Название           | Год  | Альбом                                 | Артист(ы)     | Ист.    |
| ------------------ | ---- | -------------------------------------- | ------------- | ------- |
| «Now We Know Why»  | 2011 | Защитить босса OST Part 8              | Сон Хен Ву    | [ 120 ] |
| «Have a Goodnight» | 2020 | Она в моем вкусе OST Part 6            | Шону и Минхёк | [ 46 ]  |
| «I’ll Be There»    | 2020 | История девятихвостого лиса OST Part 2 | Шону          | [ 121 ] |

### Музыкальные видео
| Название       | Год  | Артист                                                                     | Режиссёр                      | Ист     |
| -------------- | ---- | -------------------------------------------------------------------------- | ----------------------------- | ------- |
| «Summer Taste» | 2021 | Шону, Rain, Хёнвон, I.M, Ючжон и Юна (Brave Girls), Хонджун и Юнхо (Ateez) | Чхве Ен Джи(PinkLabel Visual) | [ 122 ] |

## Фильмография

### Фильмы
| Год  | Название                        | Роль     | Примечание              | Ист.    |
| ---- | ------------------------------- | -------- | ----------------------- | ------- |
| 2022 | Городские легенды: Зубные черви | Джон Чан | Фрагмент: «A Mannequin» | [ 123 ] |

### Телесериалы
| Год  | Название             | Роль   | Примечание        | Ист.    |
| ---- | -------------------- | ------ | ----------------- | ------- |
| 2018 | Дэ Чан Гым наблюдает | Он сам | Специальный гость | [ 124 ] |

### Телешоу
| Год       | Шоу                                          | Роль     | Прмиечание                                              | Ист.    |
| --------- | -------------------------------------------- | -------- | ------------------------------------------------------- | ------- |
| 2014-2015 | No.Mercy                                     | Участник | 2-й объявленный член Monsta X                           | [ 125 ] |
| 2015      | Our Neighborhood Arts and Physical Education | Участник | for Swimming (Эпизод 114)                               | [ 126 ] |
| 2016      | Law of the Jungle in Papua New Guinea        | Каст     | 3-24 июня (Эпизоды 216—219)                             | [ 127 ] |
| 2016      | Бегущий человек                              | Участник | с Sistar (Эпизод 307)                                   | [ 128 ] |
| 2016      | Принц губной помады                          | Каст     | Сезон 1                                                 | [ 15 ]  |
| 2016      | Hit the Stage                                | Участник | Сезон 1 (Эпизод 1-2, 5-8, and 10)                       | [ 129 ] |
| 2017      | Принц губной помады                          | Каст     | Сезон 2                                                 | [ 15 ]  |
| 2017      | History Repletion: Oh! Cool Guys             | Каст     | wс Kim Sung-joo, Ahn Jung-hwan, Han Sang-jin и Jo Se-ho | [ 130 ] |
| 2018      | The Power of K                               | Ведущий  | с U-Kwon и Nancy                                        | [ 24 ]  |
| 2018      | Лучший певец в маске                         | Участник | как «Okidoki» (Эпизод 137)                              | [ 17 ]  |
| 2018      | Real Man 300                                 | Каст     | как часть «White Skull» юнита                           | [ 131 ] |
| 2019      | My Little Television V2                      | Каст     | Shownu’s Gym Home Training (Эпизоды1-2)                 | [ 132 ] |
| 2020      | Hidden Singer                                | Участник | Сезон 6 (Эпизод 5)                                      | [ 133 ] |
| 2020      | Cap-Teen                                     | Судья    | with Lee Seung-chul, Jessi, and Soyou                   | [ 134 ] |
| 2021      | Hungry For Delivery? Order it First!         | Каст     | с Shin Dong-yup, Hyun Joo-yup, Joon Park и Lee Kyu-han  | [ 135 ] |
| 2023      | Street Woman Fighter 2                       | Судья    | с Monika                                                | [ 62 ]  |
| 2024      | Make Mate 1                                  | Советник | Эпизод 9                                                | [ 84 ]  |

### Веб-шоу
| Год  | Шоу             | Роль    | Примечание | Ист.    |
| ---- | --------------- | ------- | ---------- | ------- |
| 2019 | Yum-Yum Yum-Yum | Ведущий | Сезон 1    | [ 136 ] |
| 2024 | Nopogy          | Ведущий | С Чону     | [ 83 ]  |

### Появление в музыкальных видео
| Год  | Название песни    | Артист  | Примечание                            | Ист.   |
| ---- | ----------------- | ------- | ------------------------------------- | ------ |
| 2013 | «Talk to My Face» | D-Unit  | как Сон Хен Ву                        | [ 10 ] |
| 2013 | «Bad Girls»       | Ли Хёри | как Сон Хен Ву                        | [ 8 ]  |
| 2013 | «Going Crazy»     | Ли Хёри | как Сон Хен Ву                        | [ 9 ]  |
| 2013 | «Pitapat»         | Bestie  | как Сон Хен Ву                        | [ 11 ] |
| 2015 | «Shake It»        | Sistar  | с Вонхо, Кан Ген Соном и Чхве Хен Сок | [ 21 ] |

### Чтец аудиокниги
| Год  | Название          | Примечание | Ист.    |
| ---- | ----------------- | ---------- | ------- |
| 2019 | Анабель Ли        | с I.M      | [ 116 ] |
| 2019 | My Heart Leaps Up | с I.M      | [ 116 ] |

## Мюзиклы
| Год  | Название                                | Роль    | Ист.   |
| ---- | --------------------------------------- | ------- | ------ |
| 2024 | Наташа, Пьер и Большая комета 1812 года | Анатоль | [ 81 ] |

## Награды и номинации
| Награда                       | Год  | Категория                           | Работа                                  | Результат    | Ист.    |
| ----------------------------- | ---- | ----------------------------------- | --------------------------------------- | ------------ | ------- |
| Премия «Голубой дракон»       | 2022 | Лучший актёр                        | Городские легенды: Зубные черви         | В шорт-листе | [ 137 ] |
| Премия «Голубой дракон»       | 2022 | Лучший актёр второго плана          | Городские легенды: Зубные черви         | В шорт-листе | [ 137 ] |
| Премия «Голубой дракон»       | 2022 | Лучший новый актёр                  | Городские легенды: Зубные черви         | В шорт-листе | [ 137 ] |
| Премия «Голубой дракон»       | 2022 | Награда «Популярная звезда» — актёр | Городские легенды: Зубные черви         | Номинация    | [ 137 ] |
| KBS Entertainment Awards      | 2024 | Цифровой контент                    | Nopogy (совместно с Ким Джону)          | Победа       | [ 138 ] |
| Korea Designer Fashion Awards | 2024 | Fashion Influencer Award            | Шону                                    | Победа       | [ 139 ] |
| MAMA Awards                   | 2023 | Культура и стиль                    | Актёрский состав Street Woman Fighter 2 | Победа       | [ 140 ] |